# Ole Molin
Ole Molin (født 23. juni 1936, død februar 2024) var en dansk jazzguitarist.

## Karriere
Molin var i midten af 1950'erne en del af Erik Frederiksens orkester og spillede desuden sammen med Max Brüel. Senere spillede han også i Finn Saverys trio og sammen med Max Leth. Han fik desuden en del teaterarbejde og medvirkede i enkelte film, og i perioden 1967-1976 var han medlem af Danmarks Radios Big Band.
Han spillede sammen med Savage Rose på Dødens triumf-pladen. Senere spillede han sammen med Mads Vinding og Aage Tanggaard. Han modtog i 1980 Ben Webster Prisen.
Efterhånden tyndede det ud i engagementerne på musikscenen, og Molin tog derpå andet arbejde, ligesom han i en periode var hjemløs.

## Privatliv
Molin dannede i en periode par med skuespilleren Lily Broberg. Han boede ved sin død alene på Langeland.